# Anouk Haars
Anouk Haars (1994) is een Nederlands korfbalster. Ze begon bij OVVO, maar maakt sinds 2016 deel uit van Koog Zaandijk, dat in de Korfbal League speelt. Ze werd in seizoen 2021-2022 de vrouwelijke topscoorder van de League. In 2022 won zij een gouden medaille met het Nederlands korfbalteam op de World Games in Amerika.

## Spelerscarrière

### Begin
Haars begon met korfbal bij OVVO uit Maarssen. Hier doorliep zij de jeugdteams.
In 2013 promoveerde OVVO voor het eerst in de clubgeschiedenis naar de hoogste korfbaldivisie, de Korfbal League. Ook maakte ze promotie op het veld naar de hoogste klasse, namelijk de Ereklasse.
Zodoende speelde Haars in  seizoen 2013-2014 in de Korfbal League, maar de ploeg onder leiding van coach Jennifer Tromp had het lastig. Na de reguliere competitie stond OVVO op de 9e plaats en moest het zich via play-downs handhaven. In de best-of-3 serie won OVVO in de derde wedstrijd van KCC, waardoor het zich handhaafde in de league.
In  seizoen 2014-2015 was Haars een vaste basisspeelster bij OVVO en kwam zij tot 48 goals in de competitie. Echter werd de ploeg weer negende en moest het voor het tweede jaar op rij play-downs spelen. Dit maal was DOS'46 de tegenstander. OVVO verloor in twee wedstrijden en degradeerde uit de League.
OVVO speelde in seizoen 2015-2016 in de Hoofdklasse in de zaal. Hier werd de ploeg derde en kwam één punt tekort om zich te plaatsen voor de play-offs. Hierdoor was de kans op promotie terug naar de league verkeken.
Dit zou het laatste seizoen van Haars zijn bij OVVO.

### Koog Zaandijk
In 2016 verruilde Haars van club en sloot zich aan bij Koog Zaandijk, oftewel KZ. 
In haar eerste seizoen, seizoen 2016-2017 kreeg zij onder hoofdcoach Maarten van Woerkum nog geen vaste basisplaats. Wel deed KZ lang mee voor de eindstrijd, maar uiteindelijk kwam de ploeg in de zaal net één punt tekort voor de play-offs.
In het veldseizoen had de ploeg ook pech. Zo stond het qua punten gelijk met TOP, maar verloor het de play-off plek op basis van onderling resultaat.
Na dit seizoen kreeg KZ een nieuwe hoofdcoach, namelijk Wim Bakker. 
In dit seizoen, 2017-2018 had KZ weer te weinig punten om de zaal play-offs te halen, maar op het veld ging het beter. In de veldcompetitie stond KZ namelijk wel in de play-offs, aangezien het als tweede was geëindigd in Poule A.
Hierdoor moest KZ de kruisfinale spelen tegen PKC. KZ verloor de wedstrijd met 26-16 en zag zo het veldseizoen stranden.
Na dit seizoen had Haars al getekend bij een andere club, namelijk DOS'46 uit Nijeveen. Ze kwam echter later terug op dit besluit, omdat coach Gerald Aukes moest stoppen. Hierdoor besloot ze toch bij KZ te blijven.
Vanaf seizoen 2018-2019 was Haars wel een vaste basisspeelster bij KZ. In dit seizoen was het in de zaal en op het veld net niet. In de zaal werd KZ vijfde en op het veld vierde, waardoor in beide competities de play-offs niet werden gehaald.
Seizoen 2019-2020 werd een vreemd seizoen. Op het veld stond KZ er goed voor (tweede plaats) en in de zaal vocht de ploeg voor de felbegeerde play-offs plaats. Echter gooide de coronapandemie roet in het eten en werden beide competities niet uitgespeeld.
In seizoen 2020-2021 was er alleen de zaalcompetitie die gespeeld werd. KZ plaatste zich overtuigend in Poule A voor de play-offs.
In de eerste play-off ronde won KZ van DOS'46 waardoor KZ zich plaatste voor de halve finale ronde. Hierin trof KZ titelkandidaat Fortuna. In de derde, beslissende wedstrijd won Fortuna, waardoor het seizoen van KZ strandde in de halve finale.
In seizoen 2021-2022 was het lang spannend in de zaalcompetitie. Uiteindelijk pakte KZ in de laatste speelronde het laatste play-off ticket. Ook was er individueel succes voor Haars, want zij werd in dit seizoen in de reguliere competitie de vrouwelijke topscoorder van de Korfbal League.
KZ moest in de play-off ronde spelen tegen Fortuna. KZ verloor de serie, waardoor het zich niet plaatste voor de zaalfinale.
In seizoen 2022-2023 stond KZ na de reguliere competitie met 18 punten uit 18 wedstrijden op de 6e plek. Ze plaatsten zich niet voor de play-offs in dit seizoen.
Seizoen 2023-2024 werd een bijzonder seizoen voor KZ. Voor het seizoen begon kreeg de ploeg een kwaliteitsimpuls vanwege de komst van KV Groen Geel spelers Kevin Dik en Carlo de Vries. Hierdoor was de ploeg aardig versterkt ten opzichte van vorig seizoen. Gedurende het seizoen deed de ploeg het goed en na de 18 competitieduels eindigde de ploeg met 27 punten op de 4e plek. Hierdoor plaatste KZ zich voor de play-offs. Tegenstander in de play-off serie was titelfavoriet PKC. In de best-of-drie serie verloor KZ in 2 wedstrijden, waardoor de ploeg zich niet plaatste voor de zaalfinale.
Seizoen 2024-2025 werd een seizoen voor KZ zonder nacompetitie. In het zaalseizoen werd de ploeg 5e en miste op 2 punten na de play-offs. Wel deed Haars individueel goede zaken in het zaalseizoen, want met 64 goals werd zij de 1-na meest scorende dame in de Korfbal League.
Ook in de veldcompetitie plaatste de ploeg zich niet voor de play-offs, waardoor het een seizoen werd in de middenmoot.

## Oranje
In 2020 werd Haars tijdelijk toegevoegd aan de selectie van het Nederlands korfbalteam onder leiding van bondscoach Jan Niebeek.
Haars veroverde een vaste plek bij Oranje in 2022.
Zij won goud op de volgende toernooien:
- World Games 2022

In April 2024 werd bekend gemaakt dat Haars geen deel meer uit zou maken van het Nederlands Team.